# Кубок виклику АФК 2012 (кваліфікаційний раунд)
Кваліфікаційний раунд Кубку виклику АФК 2012 проходив з 9 лютого по 31 березня 2011 року. За його результатами 8 команд кваліфікувалося у фінальну частину турніру. Жеребкування відбулося 20 жовтня 2010 року у штаб-квартирі АФК.

## Формат
Кваліфікаційний раунд складався з двох частин. У попередньому раунді 8 найгірших за рейтингом команд зіграли між собою. 4 переможці та 12 команд, що залишилися, зіграли у груповому етапі. Дві найкращі команди з кожної групи отримали путівки до фінального турніру. Переможець попереднього розіграшу КНДР, срібний призер Туркменістан та бронзовий призер Таджикистан автоматично потрапили до групового етапу. Збірні Гуаму та Східного Тимору відмовились від участі у турнірі.
| Умовні позначення                           |
| ------------------------------------------- |
| Команди, що стартують з групового етапу     |
| Команди, що стартують з попереднього раунду |

| Кошик 1           | Кошик 2       | Кошик 3       | Кошик 4               | Кошик 5        |
| ----------------- | ------------- | ------------- | --------------------- | -------------- |
| 1. Північна Корея | 5. Шрі-Ланка  | 9. Мальдіви   | 13. Китайський Тайбей | 17. Макао      |
| 2. Туркменістан   | 6. Бангладеш  | 10. Пакистан  | 14. Камбоджа          | 18. Монголія   |
| 3. Таджикистан    | 7. Киргизстан | 11. Непал     | 15. Філіппіни         | 19. Афганістан |
| 4. М'янма         | 8. Індія      | 12. Палестина | 16. Бутан             | 20. Лаос       |

## Попередній раунд
За первинним розкладом перші матчі мали відбутися 9 лютого, матчі-відповіді — 16 лютого 2011 року.
Проте на початку січня 2011 року президент Філіппінської Федерації Футболу Маріано Аранета висловив бажання провести другий матч 12 лютого на тій самій арені, що й перший матч. У виступі він посилався на важкі зимові умови у Монголії. Після перемовин із президентом Федерації Футболу Монголії Ганбольдом Буяннемехом він погодився на компромісний варіант проведення матчу в Монголії 15 березня.
Матчі збірних Бутану та Афганістану також були перенесені. Перший матч збірні зіграли 23 березня, матч-відповідь — 25 березня 2011 року. Обидва матчі пройшли на стадіоні «Тау Деві Лал» у індійському місті Ґурґаон.
| Команда 1         | Заг. | Команда 2  | 1-й матч | 2-й матч   |
| ----------------- | ---- | ---------- | -------- | ---------- |
| Бутан             | 0:5  | Афганістан | 0:3      | 0:2        |
| Філіппіни         | 3:2  | Монголія   | 2:0      | 1:2        |
| Китайський Тайбей | 6:3  | Лаос       | 5:2      | 1:1        |
| Камбоджа          | 5:4  | Макао      | 3:1      | 2:3 (д.ч.) |

### Перші матчі
| 23.03.2011 15:00 |

| Бутан | 0 — 3      | Афганістан            |
| ----- | ---------- | --------------------- |
|       | (Протокол) | Валізада 2', 36', 80' |

| "Тау Деві Лал", Ґурґаон Глядачів: 200 Арбітр: Чайя Махапаб |

| 09.02.2011 19:00 |

| Філіппіни                        | 2 — 0      | Монголія |
| -------------------------------- | ---------- | -------- |
| Калідонг 43' Ф. Янгхазбенд 90+4' | (Протокол) |          |

| "Панаад", Баколод Глядачів: 20 000 Арбітр: Ю Мін Сюн |

| 10.02.2011 19:00 |

| Китайський Тайбей                                            | 5 — 2      | Лаос                   |
| ------------------------------------------------------------ | ---------- | ---------------------- |
| Лін Чен'ю 10' Чань Хан 22', 56' Чен Пулянь 44' Ло Чінань 49' | (Протокол) | Кіцада 65' Фаттана 73' |

| "Національний", Гаосюн Глядачів: 1000 Арбітр: Н Чу Кок |

| 09.02.2011 15:30 |

| Камбоджа                       | 3 — 1      | Макао           |
| ------------------------------ | ---------- | --------------- |
| Ель Наса 48', 53' Лабораві 59' | (Протокол) | Льон Ка Ген 80' |

| "Олімпійський", Пномпень Глядачів: 2000 Арбітр: Він Чо |

### Матчі-відповіді
| 25.03.2011 15:00 |

| Афганістан              | 2 — 0      | Бутан |
| ----------------------- | ---------- | ----- |
| Надім 61' Когістані 65' | (Протокол) |       |

| "Тау Деві Лал", Ґурґаон Глядачів: 2000 Арбітр: Момбені Гедаят |

  Афганістан переміг 5 — 0 за сумою двох матчів
| 15.03.2011 13:00 |

| Монголія                         | 2 — 1      | Філіппіни        |
| -------------------------------- | ---------- | ---------------- |
| Лхюмбенгарав 22' Гаридмагнай 35' | (Протокол) | Ф. Янгхазбенд 4' |

| "MFF", Улан-Батор Глядачів: 3000 Арбітр: Ко Х'юн Джін |

 Філіппіни перемогли 3 — 2 за сумою двох матчів
| 16.02.2011 18:00 |

| Лаос             | 1 — 1      | Китайський Тайбей |
| ---------------- | ---------- | ----------------- |
| Вонґч'єньхам 82' | (Протокол) | Чен Пулянь 65'    |

| "Новий Національний", В'єнтьян Глядачів: 15 300 Арбітр: Мохд Нафіз Абдул Вагаб |

 Китайський Тайбей переміг 6 — 3 за сумою двох матчів
| 16.02.2011 19:00 |

| Макао                               | 3 — 2 (д.ч.) | Камбоджа                  |
| ----------------------------------- | ------------ | ------------------------- |
| Вон 62' Льон Ка Ген 73' Вінісіу 75' | (Протокол)   | Борей 45+2' Ель Наса 107' |

| "Ештадіу Кампу Дішпортиву", Макао Глядачів: 100 Арбітр: Геттікамканамг Перера |

 Камбоджа перемогла 5 — 4 за сумою двох матчів

## Груповий етап
Матчі пройшли з 20 по 31 березня 2011 року на полі однієї з команд групи. Два переможці груп отримали путівку у фінальний турнір.
18 лютого 2011 року АФК оголосила склад країн, які мають прийняти матчі групового турніру: М'янма (Група A), Малайзія (Група B), Мальдіви (Група C) та Непал (Група D). Ігровими днями призначено 21, 23 та 25 березня 2011 року.
Наприкінці грудня 2010 Федерація футболу Непалу запропонувала провести матчі групи у свої країні й дістала згоду АФК. Матчі мали пройти з 21 по 25 березня, проте 7 лютого 2011 року було анонсовано, що матчі переносяться через проведення в ті дати на основній арені країни «Дасаратх Рангасала» змагань з боротьби. За новим розкладом матчі відбулися з 7 по 11 квітня 2011 року.

### Група A
Початок матчів за М'янманським часом — UTC+6:30
| М  | Команда     | І | В | Н | П | МЗ | МП | РМ | О |
| -- | ----------- | - | - | - | - | -- | -- | -- | - |
| 1. | Палестина · | 3 | 2 | 1 | 0 | 5  | 1  | +4 | 7 |
| 2. | Філіппіни · | 3 | 1 | 2 | 0 | 4  | 1  | +3 | 5 |
| 3. | Бангладеш   | 3 | 1 | 0 | 2 | 2  | 5  | −3 | 3 |
| 4. | М'янма ·    | 3 | 0 | 1 | 2 | 2  | 6  | −4 | 1 |

| 21.03.2011 15:30 |

| М'янма             | 1 — 1      | Філіппіни                |
| ------------------ | ---------- | ------------------------ |
| Хін Мон Лвін 90+3' | (Протокол) | Д. Янгхазбенд 76' (пен.) |

| "Тувунна", Янгон Глядачів: 5000 |

| 21.03.2011 18:00 |

| Палестина      | 2 — 0      | Бангладеш |
| -------------- | ---------- | --------- |
| Мурад 46', 65' | (Протокол) |           |

| "Тувунна", Янгон Глядачів: 1000 |

| 23.03.2011 15:30 |

| Філіппіни | 0 — 0      | Палестина |
| --------- | ---------- | --------- |
|           | (Протокол) |           |

| "Тувунна", Янгон Глядачів: 500 Арбітр: Алі Сабба Аддай |

| 23.03.2011 18:00 |

| Бангладеш            | 2 — 0      | М'янма |
| -------------------- | ---------- | ------ |
| Ахмед 10' Комаль 88' | (Протокол) |        |

| "Тувунна", Янгон Глядачів: 3000 |

| 25.03.2011 15:30 |

| Бангладеш | 0 — 3      | Філіппіни                   |
| --------- | ---------- | --------------------------- |
|           | (Протокол) | Аранета 41' Гурадо 55', 80' |

| "Аун Сан", Янгон Глядачів: 200 Арбітр: Кім Чжон Хйок |

| 25.03.2011 15:30 |

| М'янма         | 1 — 3      | Палестина                  |
| -------------- | ---------- | -------------------------- |
| Зав 25' (пен.) | (Протокол) | Мурад 39', 90' Магайна 71' |

| "Тувунна", Янгон Глядачів: 1500 Арбітр: Мохаммед Абдулхусаїн |

### Група B
Початок матчів за Малайзійським стандартним часом — UTC+8
| М  | Команда             | І | В | Н | П | МЗ | МП | РМ | О |
| -- | ------------------- | - | - | - | - | -- | -- | -- | - |
| 1. | Індія ·             | 3 | 2 | 1 | 0 | 7  | 2  | +5 | 7 |
| 2. | Туркменістан ·      | 3 | 2 | 1 | 0 | 6  | 1  | +5 | 7 |
| 3. | Пакистан ·          | 3 | 1 | 0 | 2 | 3  | 6  | −3 | 3 |
| 4. | Китайський Тайбей · | 2 | 0 | 0 | 2 | 0  | 7  | −7 | 0 |

| 21.03.2011 19:30 |

| Індія                            | 3 — 0      | Китайський Тайбей |
| -------------------------------- | ---------- | ----------------- |
| Джедже 32' Чхетрі 76' Джевел 88' | (Протокол) |                   |

| "Петалінджая", Петалінджая Глядачів: 50 Арбітр: Мохд Нафіз Абдул Вагаб |

| 21.03.2011 16:00 |

| Туркменістан                       | 3 — 0      | Пакистан |
| ---------------------------------- | ---------- | -------- |
| Уразов 6' Аманов 46' Гараданов 86' | (Протокол) |          |

| "Петалінджая", Петалінджая Глядачів: 150 Арбітр: Акбар Бакші Задех |

| 23.03.2011 19:30 |

| Китайський Тайбей | 0 — 2      | Туркменістан                  |
| ----------------- | ---------- | ----------------------------- |
|                   | (Протокол) | Шамирадов 73' Хангельдиєв 76' |

| "Петалінджая", Петалінджая Глядачів: 100 Арбітр: Віктор Серазитдінов |

| 23.03.2011 16:00 |

| Пакистан   | 1 — 3      | Індія                      |
| ---------- | ---------- | -------------------------- |
| Мехмуд 32' | (Протокол) | Джедже 67', 90+4' Діас 90' |

| "Петалінджая", Петалінджая Глядачів: 100 Арбітр: Мохаммад Аль-Ршайдад |

| 25.03.2011 19:30 |

| Китайський Тайбей | 0 — 2      | Пакистан              |
| ----------------- | ---------- | --------------------- |
|                   | (Протокол) | Мехмуд 26' Куреші 67' |

| "Петалінджая", Петалінджая Глядачів: 50 Арбітр: Мохаммад Аль-Ршайдад |

| 25.03.2011 16:00 |

| Туркменістан       | 1 — 1      | Індія      |
| ------------------ | ---------- | ---------- |
| Чонкаєв 52' (пен.) | (Протокол) | Джедже 60' |

| "Петалінджая", Петалінджая Глядачів: 200 Арбітр: Мохд Нафіз Абдул Вагаб |

### Група C
Початок матчів за Мальдівським часом — UTC+5
| М  | Команда       | І | В | Н | П | МЗ | МП | РМ | О |
| -- | ------------- | - | - | - | - | -- | -- | -- | - |
| 1. | Мальдіви ·    | 3 | 2 | 1 | 0 | 6  | 1  | +5 | 7 |
| 2. | Таджикистан · | 3 | 2 | 1 | 0 | 4  | 0  | +4 | 7 |
| 3. | Киргизстан ·  | 3 | 1 | 0 | 2 | 5  | 6  | −1 | 3 |
| 4. | Камбоджа ·    | 3 | 0 | 0 | 3 | 3  | 11 | −8 | 0 |

| 21.03.2011 16:00 |

| Таджикистан        | 1 — 0      | Киргизстан |
| ------------------ | ---------- | ---------- |
| Р.Сидиков 88' (аг) | (Протокол) |            |

| "Расмі Данду", Мале Глядачів: 4000 Арбітр: Мохаммед Мохамед |

| 21.03.2011 21:00 |

| Мальдіви                     | 4 — 0      | Камбоджа |
| ---------------------------- | ---------- | -------- |
| Насір 1' Ашфак 41', 83', 87' | (Протокол) |          |

| "Расмі Данду", Мале Глядачів: 8000 Арбітр: Цзяо Лянь |

| 23.03.2011 16:00 |

| Киргизстан     | 1 — 2      | Мальдіви          |
| -------------- | ---------- | ----------------- |
| Ассад 87' (аг) | (Протокол) | Ашад 5' Кашим 79' |

| "Расмі Данду", Мале Глядачів: 9000 Арбітр: Мараї Аль-Аваджі |

| 23.03.2011 21:00 |

| Камбоджа | 0 — 3      | Таджикистан                         |
| -------- | ---------- | ----------------------------------- |
|          | (Протокол) | Давронов 2' Єргашев 83' Рабімов 89' |

| "Расмі Данду", Мале Глядачів: 550 Арбітр: Синґх Пратап |

| 25.03.2011 16:00 |

| Таджикистан | 0 — 0      | Мальдіви |
| ----------- | ---------- | -------- |
|             | (Протокол) |          |

| "Расмі Данду", Мале Глядачів: 9000 Арбітр: Мохаммед Мохамед |

| 25.03.2011 21:00 |

| Камбоджа                    | 3 — 4      | Киргизстан                                  |
| --------------------------- | ---------- | ------------------------------------------- |
| Сокумфік 39', 49' Рітхі 89' | (Протокол) | А.Сидиков 5' Усанов 45+1' Езенкуль 80', 85' |

| "Расмі Данду", Мале Глядачів: 1000 Арбітр: Цзяо Лянь |

### Група D
Початок матчів за Непальським часом — UTC+5:45
| М  | Команда          | І | В | Н | П | МЗ | МП | РМ | О |
| -- | ---------------- | - | - | - | - | -- | -- | -- | - |
| 1. | Північна Корея · | 2 | 2 | 0 | 0 | 7  | 0  | +7 | 6 |
| 2. | Непал ·          | 3 | 1 | 1 | 1 | 1  | 1  | 0  | 4 |
| 3. | Афганістан ·     | 3 | 1 | 0 | 2 | 1  | 3  | −2 | 3 |
| 4. | Шрі-Ланка ·      | 3 | 0 | 1 | 2 | 0  | 5  | −5 | 1 |

| 07.04.2011 15:30 |

| Афганістан | 0 — 1      | Непал     |
| ---------- | ---------- | --------- |
|            | (Протокол) | Хавас 28' |

| "Дасаратх Рангасала", Катманду Глядачів: 9100 Арбітр: Якуб Абдул Бакі |

| 07.04.2011 15:30 |

| Північна Корея                                        | 4 — 0      | Шрі-Ланка |
| ----------------------------------------------------- | ---------- | --------- |
| Чо Кум Чхоль 2', 48' Лі Чхоль Мьон 5' Пак Нам Чол 22' | (Протокол) |           |

| "Галчоук", Катманду Глядачів: 2000 Арбітр: Юсеф Аль-Марзук |

| 09.04.2011 15:30 |

| Шрі-Ланка | 0 — 1      | Афганістан |
| --------- | ---------- | ---------- |
|           | (Протокол) | Хадид 82'  |

| "Галчоук", Катманду Глядачів: 1800 Арбітр: Алі Сабба Аддай |

| 09.04.2011 15:30 |

| Непал | 0 — 1      | Північна Корея    |
| ----- | ---------- | ----------------- |
|       | (Протокол) | Джон Іль Хван 31' |

| "Дасаратх Рангасала", Катманду Глядачів: 22 000 Арбітр: Сала Аббас Алаббасі |

| 11.04.2011 15:30 |

| Північна Корея                       | 2 — 0      | Афганістан |
| ------------------------------------ | ---------- | ---------- |
| Чо Кум Чхоль 45+1' Лі Чхоль Мьон 68' | (Протокол) |            |

| "Галчоук", Катманду Глядачів: 1000 Арбітр: Якуб Абдул Бакі |

| 11.04.2011 15:30 |

| Непал | 0 — 0      | Шрі-Ланка |
| ----- | ---------- | --------- |
|       | (Протокол) |           |

| "Дасаратх Рангасала", Катманду Глядачів: 13 500 Арбітр: Алі Сабба Аддай |

## Переможці кваліфікації
- Палестина — група А
- Філіппіни — група А
- Індія — група B
- Туркменістан — група B
- Мальдіви — група C
- Таджикистан — група C
- Північна Корея — група D
- Непал — група D